# Cyphanthidium sheppardi
Cyphanthidium sheppardi är en biart som först beskrevs av Mavromoustakis 1937.  Cyphanthidium sheppardi ingår i släktet Cyphanthidium och familjen buksamlarbin. Inga underarter finns listade i Catalogue of Life.